# NGC 1684
NGC 1684 ist eine Elliptische Galaxie vom Hubble-Typ E2 im Sternbild Orion am Himmelsäquator. Sie ist schätzungsweise 195 Millionen Lichtjahre von der Milchstraße entfernt und hat einen Durchmesser von etwa 125.000 Lichtjahren. Vermutlich bildet sie gemeinsam mit NGC 1682 ein gravitativ gebundenes Galaxienpaar.
Im selben Himmelsareal befinden sich u. a. die Galaxien NGC 1670, NGC 1678, NGC 1683, NGC 1685.
Das Objekt wurde am 1. Februar 1786 von dem Astronomen William Herschel mit einem 18,7-Zoll-Teleskop entdeckt.